# Harrisville (Ohio)
Harrisville è un villaggio degli Stati Uniti d'America, situato nello stato dell'Ohio, nella contea di Harrison.